# Caradjaina
Caradjaina este un gen monotipic de molii care aparține familiei Crambidae. Singura sa specie, Caradjaina kwangtungialis, este întâlnită în Guangdong, China.